# Ernani
Ernani is een opera in vier bedrijven van Giuseppe Verdi op een Italiaans libretto van Francesco Maria Piave, gebaseerd op Victor Hugo's toneelstuk Hernani, ou l'Honneur Castillan. De eerste opvoering vond plaats op 9 maart 1844 in het Teatro La Fenice in Venetië.
Victor Hugo's toneelstuk uit 1830 was destijds het grote voorbeeld van de Franse Romantiek. Verdi was zich dat terdege bewust en hield persoonlijk toezicht op de veranderingen die Piave aanbracht in de tekst. Desondanks was Victor Hugo niet over het werk te spreken.

## Rolverdeling
- Ernani, rebel - tenor
- Don Carlos, koning van Spanje - bariton
- Don Ruy Gomez de Silva - bas
- Elvira, zijn nicht en verloofde - sopraan
- Giovanna, haar pleegmoeder - sopraan
- Don Riccardo, wapendrager van de koning – tenor
- Jago, wapendrager van Don Silva - bas

## Synopsis
Plaats van handeling: de bergen van Aragón; Aken; Zaragossa
Tijdstip: omstreeks 1519
Don Giovanni van Aragón is door de koning, Don Carlos vogelvrij verklaard, en gaat nu onder de naam Ernani door het leven. Hij zit te broeden op een plan om zijn geliefde Elvira uit het kasteel van haar verloofde, Don Ruy Gomez de Silva te ontvoeren.
In haar vertrekken treurt Elvira om Ernani, en smeekt hem haar te redden. Haar hofdames begrijpen niet waarom ze aan de vooravond van haar huwelijk zo somber is, terwijl haar toch een grote toekomst wacht. 

Dan betreedt Don Carlos haar vertrekken, tot grote verbijstering van Elvira. Hij verklaart haar hartstochtelijk zijn liefde, maar Elvira wijst hem resoluut af. Via een geheime gang betreedt ook Ernani nu het vertrek, en de twee mannen staan als kemphanen tegenover elkaar. Dan komt ook onverwacht Silva binnen, en is ontzet bij het zien van de mannen in de vertrekken van zijn verloofde. Hij bedreigt beiden, maar wanneer hij de koning herkent bindt hij in. Hij eist dat Ernani gestraft wordt, maar de koning redt hem door te zeggen dat hij een van zijn bodes is.
De opstand die Ernani gepland had is mislukt, en vermomd als pelgrim zoekt hij op Elvira's trouwdag zijn toevlucht tot Silva's kasteel. Als hij Elvira ontmoet, verwijt hij haar trouweloosheid, maar zij vertelt hem dat zij van plan was tijdens de ceremonie vergif in te nemen.
Silva ontdekt Ernani, maar hij voelt zich verplicht de oude regels met betrekking tot gastvrijheid na te leven. Bovendien wil hij zich persoonlijk wreken op Ernani, en biedt hem zijn bescherming tegen de koning aan. Deze neemt Elvira als gijzelaar mee, omdat Silva weigert te zeggen waar Ernani zich bevindt. Ernani vertelt Silva dat ook de koning een rivaal is, die Elvira de zijne wil maken. Silva
besluit dan ook wraak op de koning te willen nemen. Ernani geeft hem een hoorn, en wanneer Silva daarop blaast zal Ernani zichzelf doden.
De koning heeft zich verborgen in de grafkelder van Karel de Grote in Aken, daar hij vermoedt dat samenzweerders die hem willen doden elkaar daar zullen ontmoeten, en hij wil weten wie zij zijn. Ondertussen praten de keurvorsten over wie de nieuwe keizer van het Heilige Roomse Rijk zal worden. De koning geeft opdracht tot het afvuren van een kanon als teken dat hij gekozen werd. 

De samenzweerders, waaronder Ernani en Silva, loten onder elkaar om het voorrecht de koning te mogen vermoorden. Ernani wint, en weigert het recht af te staan aan Silva, zelfs niet als hij daarvoor zijn hoorn terugkrijgt.
Dan kondigt het kanon aan dat de koning tot keizer Karel V verkozen is. De samenzweerders worden gegrepen, maar door tussenkomst van Elvira schenkt de koning hen gratie. Bovendien schenkt hij Ernani Elvira's hand als blijk van goede wil.
Het huwelijk van Ernani en Elvira wordt groots gevierd, maar op het hoogtepunt klinkt Ernani's hoorn. Het is Silva die wraak wil. Elvira smeekt Silva om genade, maar die geeft niet toe. Ernani heeft geen keus dan te sterven, en doorsteekt zich met een dolk. De radeloze Elvira valt bewusteloos op zijn lijk.

## Geselecteerde opnamen
| Jaar | Rolverdeling (Ernani, Elvira, Don Carlo, Silva)                    | Dirigent, operagezelschap en orkest                                                  | Label                                  |
| ---- | ------------------------------------------------------------------ | ------------------------------------------------------------------------------------ | -------------------------------------- |
| 1967 | Carlo Bergonzi, Leontyne Price Mario Sereni, Ezio Flagello         | Thomas Schippers RCA Italiana Opera Chorus and Orchestra                             | Audio-cd: RCA Victor                   |
| 1969 | Plácido Domingo Raina Kabaivanska Carlo Meliciani Nicolai Ghiaurov | Antonino Votto, koor en orkest van het Teatro alla Scala                             | Audio-cd: Opera D'Oro Cat: ODO 1468    |
| 1983 | Luciano Pavarotti Leona Mitchell Sherrill Milnes Ruggero Raimondi  | James Levine, Metropolitan Opera Orchestra and Chorus                                | dvd: Pioneer Classics Cat: PC-99-102-D |
| 1984 | Plácido Domingo Mirella Freni Renato Bruson Nicolai Ghiaurov       | Riccardo Muti, koor en orkest van het Teatro alla Scala (productie van Luca Ronconi) | dvd: Kultur Video Cat: D72913          |
| 1998 | Luciano Pavarotti Joan Sutherland Leo Nucci Paata Burchuladze      | Richard Bonynge Orchestra and Chorus of Welsh National Opera                         | Audio-cd: Decca                        |